# Edmondo Behles
Edmondo Behles, nato Edmund Behles, (Heidenheim, 21 luglio 1841 – Roma, 23 novembre 1921), è stato un fotografo tedesco naturalizzato italiano, che ha lavorato in Italia nella seconda metà dell’800.

## Biografia
Behles è figlio di Karl Behles e della baronessa Luisa Von Fetzer. A 18 anni viene mandato dai genitori a soggiornare da suo zio (anch'egli fotografo) in Svizzera a Bad Ragaz dove è probabile abbia imparato la professione e conosciuto il suo futuro socio Giorgio Sommer.
Il suo nome è noto anche per essere stato il cofondatore con Giorgio Sommer a Roma dello studio Sommer & Behles in via Mario de' Fiori n. 28, attivo tra il 1867 ed il 1874.
Dopo tale data ha continuato l'attività in proprio con la ditta E. Behles & Co, continuando a produrre foto ed album fotografici. La ditta viene messa in liquidazione nel 1879. Il suo lavoro predilige la rappresentazione di vedute di città d'arte, monumenti antichi e sculture classiche.
A partire dal 1871 apre un negozio in via del Corso al numero 196 dove vende le proprie fotografie, oltre ad incisioni ed altro materiale artistico.
Nel 1874 apre un “esercizio di buffet con vendita di liquori, vini e birra” con Domenico Morteo, cedendo poi nel 1877 le sue quote societarie. Successivamente, durante un viaggio a Napoli, conosce la sua futura moglie Carolina Eppler, figlia di Giacomo (Jacob) Eppler, fabbricante di pianoforti con la ditta Giovanni Schmid & Giacomo Eppler che aveva il suo laboratorio in Trinità degli Spagnoli n. 22. Dal matrimonio nascono quattro figli: Antonia, Giorgio Edoardo, Edoardo e Luisa.
È ricordato come venditore di stampe, con studio in via del Corso 196, nella Guida Monaci del 1871. Nel 1873 partecipa all'Esposizione universale di Vienna. Viene ricordato nell'Aide Memoire del 1889 fra i fotografi attivi a Roma.
Sommer e Behles partecipano a numerose esposizioni vincendo innumerevoli premi e riconoscimenti per la loro opera (Londra 1862, Parigi 1867, Vienna 1873, Norimberga 1885). Nel 1865 con Sommer vincono l'esposizione di Dublino e successivamente vengono nominati fotografi ufficiali da Vittorio Emanuele II per il quale Behles prepara anche degli album dedicati, in grande formato. Nel 1867 vince un premio a Parigi e nel 1873 a Vienna.